# 11 Camelopardalis
11 Camelopardalis (11 Cam / HD 32343 / HR 1622) es una estrella en la constelación de Camelopardalis, la jirafa, de magnitud aparente +5,03. Constituye una estrella doble con 12 Camelopardalis, de la que está separada 3 minutos de arco. Se encuentra aproximadamente a 670 años luz del sistema solar.
11 Camelopardalis es una estrella blanco-azulada de tipo espectral B2.5Ve con una temperatura efectiva de 16.121 K.
Tiene un radio 4,5 veces más grande que el del Sol.
Su masa se estima en 5 masas solares y tiene una edad aproximada de 55 millones de años.
La rápida rotación de 11 Camelopardalis —su velocidad de rotación proyectada es de 102 km/s— propicia que sea una estrella Be; en estas estrellas existe un disco circunestelar que emite radiación, creado por la pérdida de masa desde las zonas ecuatoriales de la estrella.
Achernar (α Eridani) o α Arae son dos estrellas Be semejantes a 11 Camelopardalis.
Esta última aparece catalogada como variable eruptiva Gamma Cassiopeiae, recibiendo la denominación de variable BV Camelopardalis.